# Баранівський заказник
Бара́нівський зака́зник — лісовий заказник місцевого значення в Україні. Об'єкт розташований на території Звягельського району Житомирської області, на південний схід від міста Баранівка. 
Площа 550 га. Статус отриманий 1997 року. Перебуває у віданні ДП «Баранівське ЛМГ» (Баранівське лісництво, кв. 34, 35, 36, 37, 48, 49, 50, 51). 
Заказник являє собою малопорушений людиною комплекс пристигаючих та стиглих соснових лісів, зростаючих на слаборозчленованому плакорі. Бореальні рослинні угруповання заказника є типовими для Українського Полісся, хоча й зростають на його крайньому півдні. Тут спостерігається південна межа розповсюдження таких суто бореальних видів, як чорниця, брусниця, верес. Деякі дільниці лісового масиву мають статус генетичного резервату сосни звичайної, де охороняються плюсові дерева цієї породи. Деревостан сосни різновічний, від 30 до 110 років, в деяких кварталах навіть до 140 років, трапляються поодинокі екземпляри дуба черешчатого віком 100-150 років. У лісовому масиві мешкають козулі та дикі кабани. Видовий склад птахів є типовим для регіону, переважають дрізд, зяблик, лісовий жайворонок, вівчарик. З денних хижаків відмічені яструб-перепелятник, коршак чорний та канюк звичайний.

## Галерея

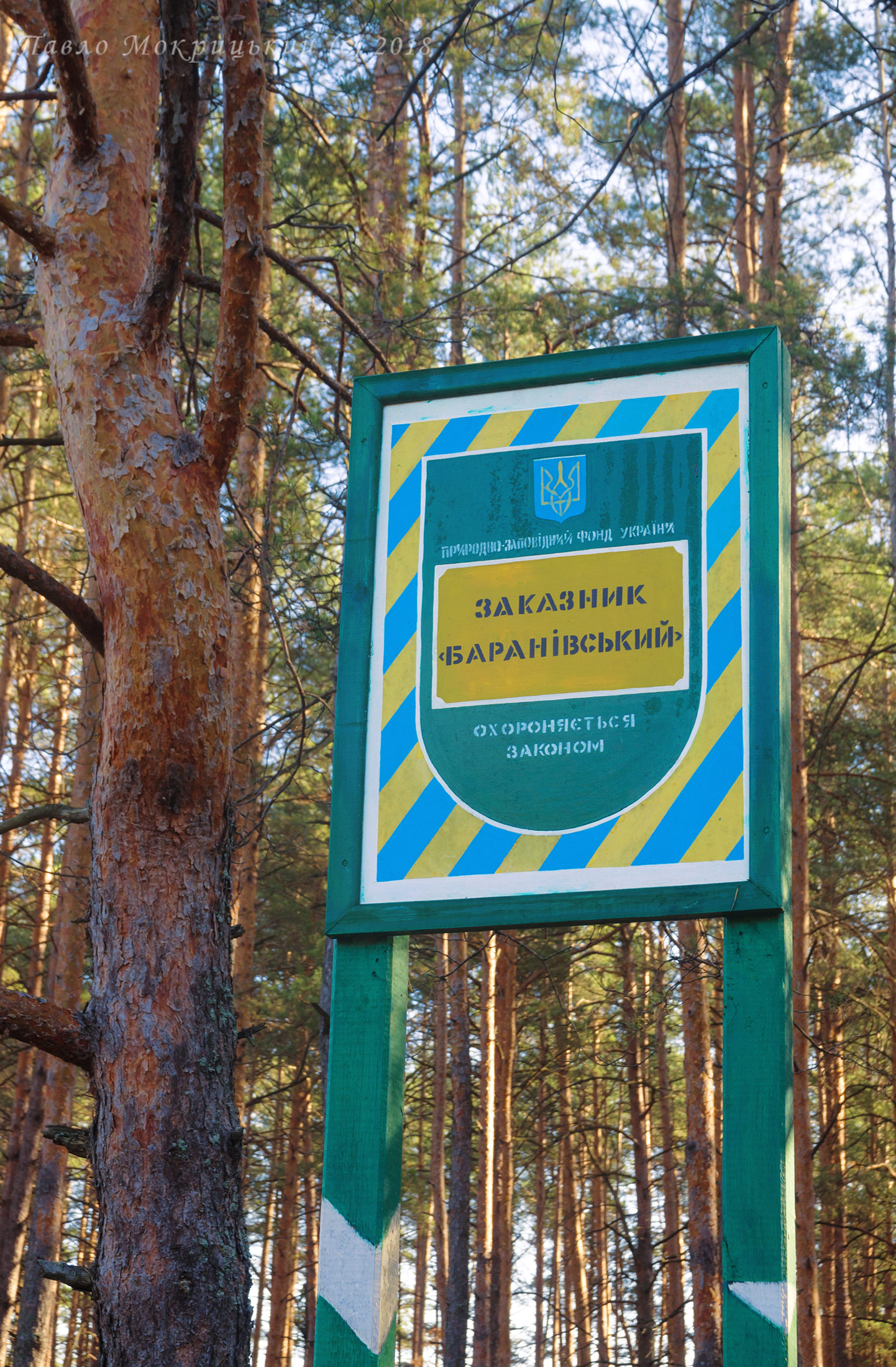
Знак заказника
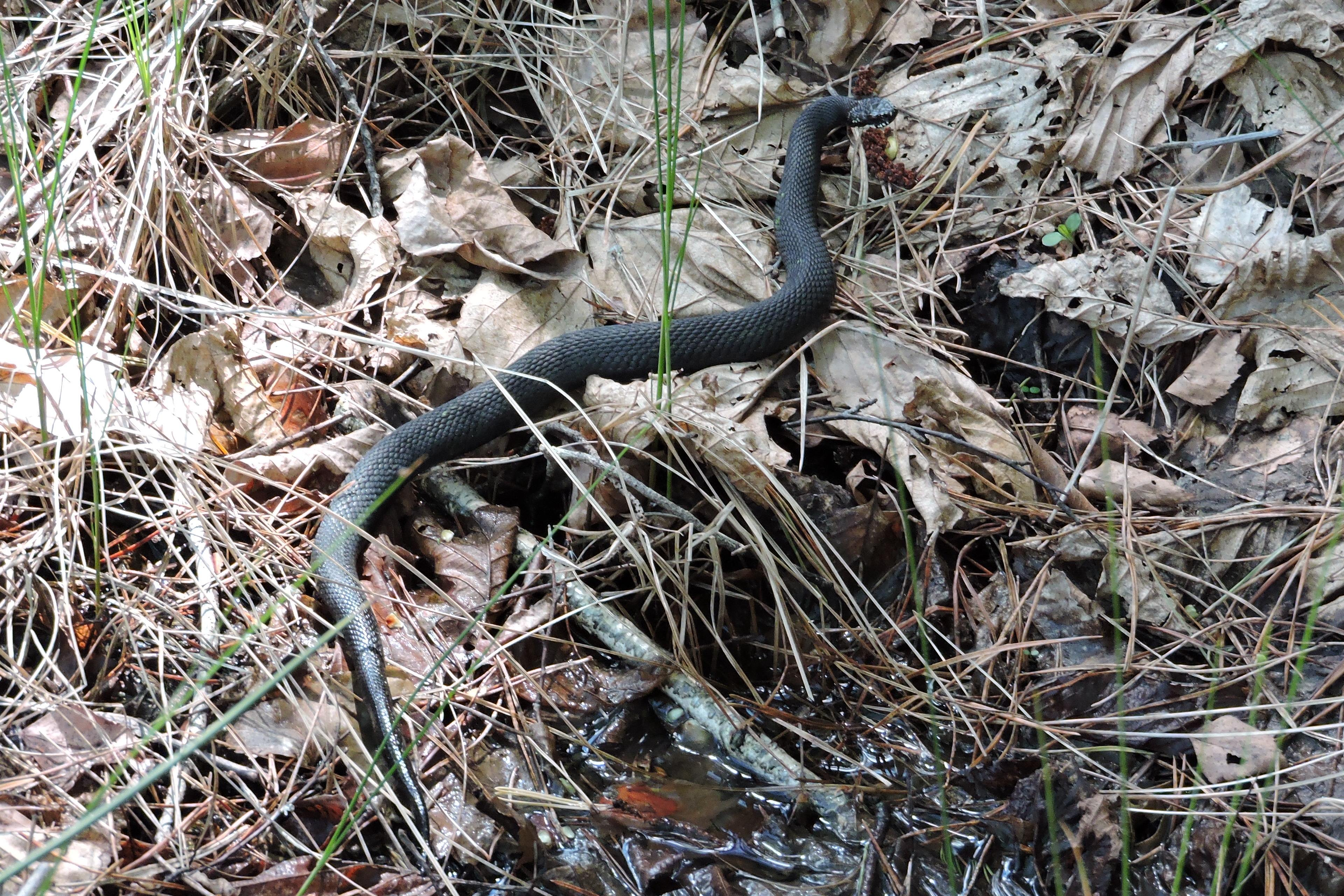
Гадюка звичайна
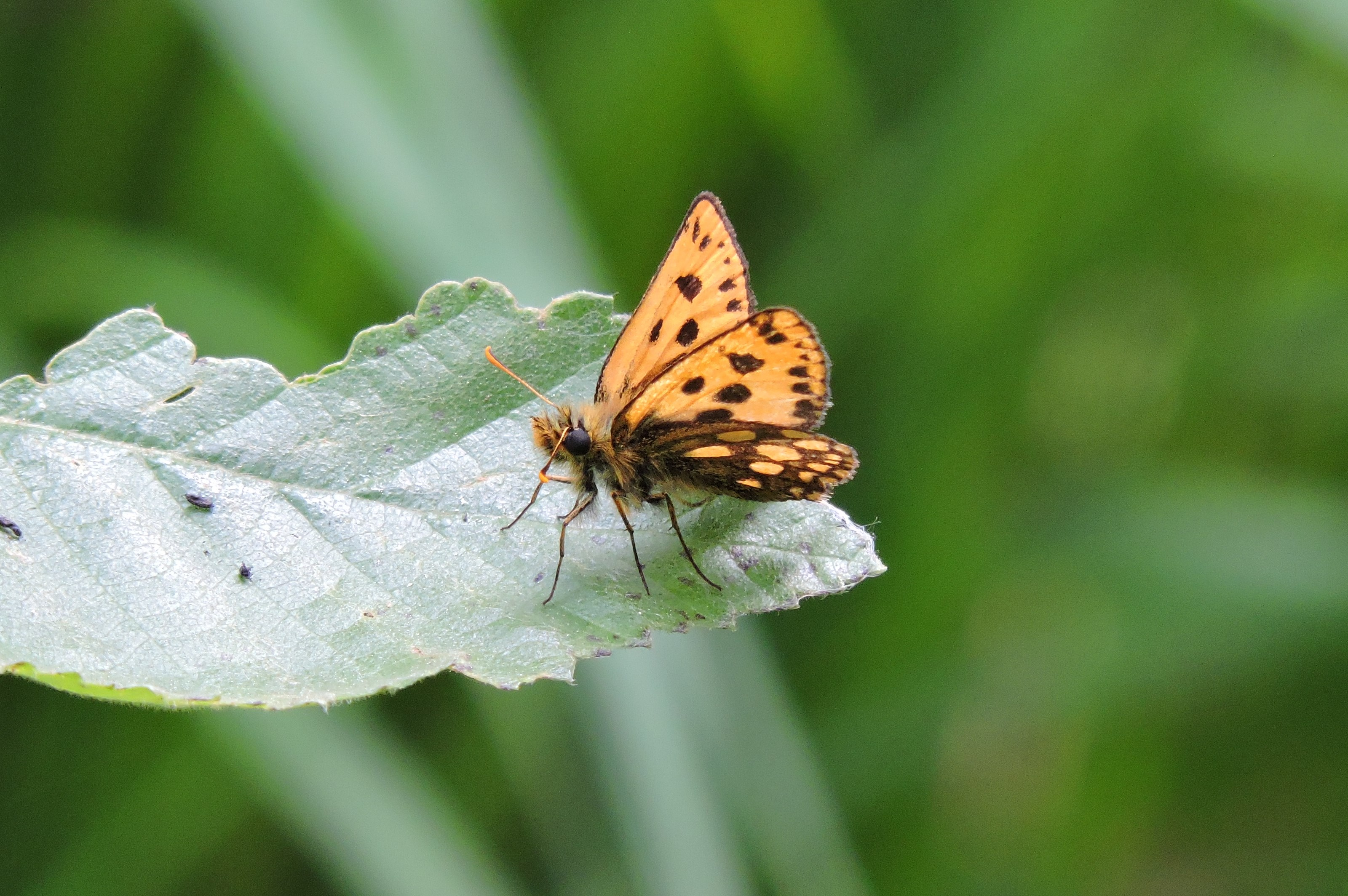
Головчак лісовик
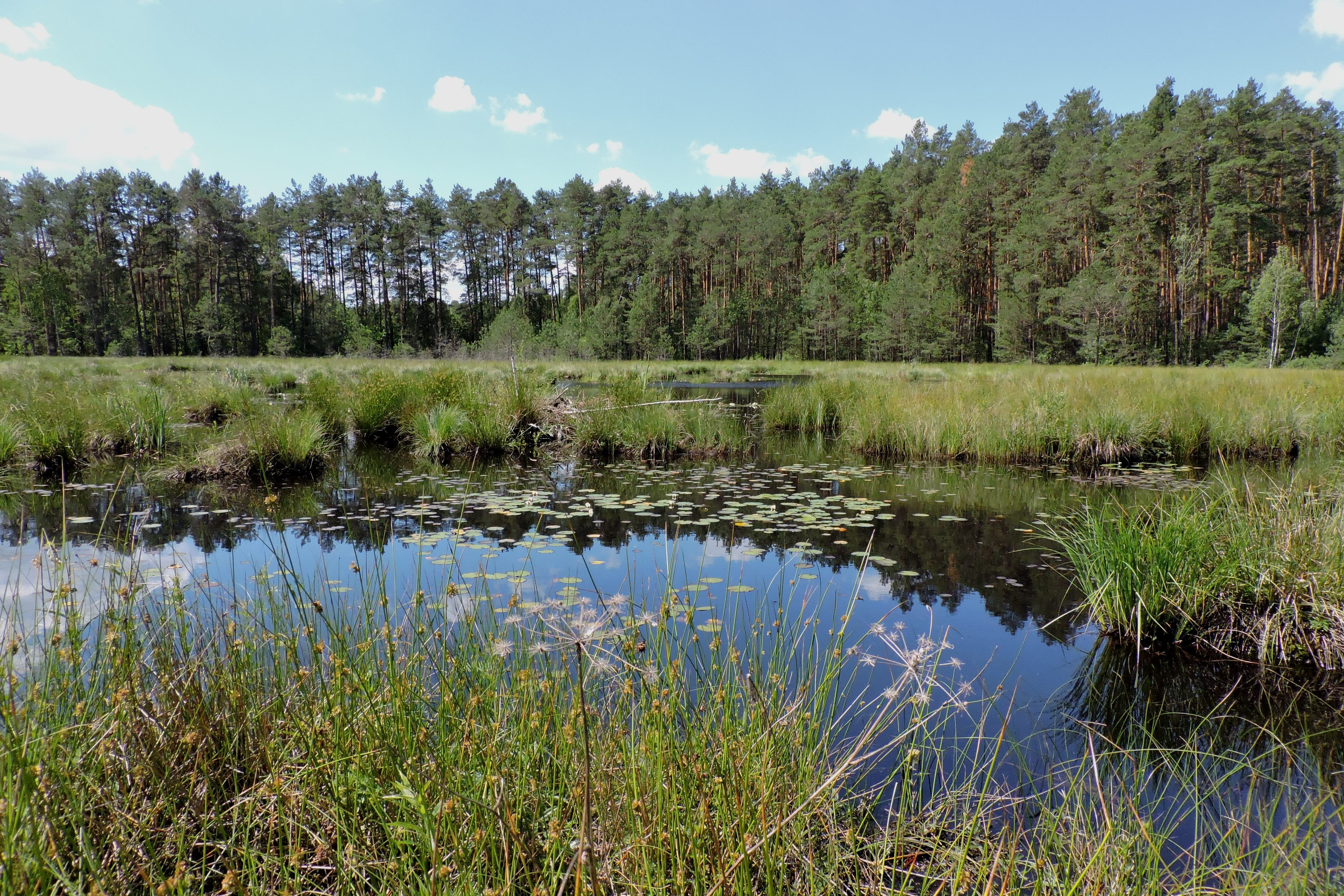
Болото
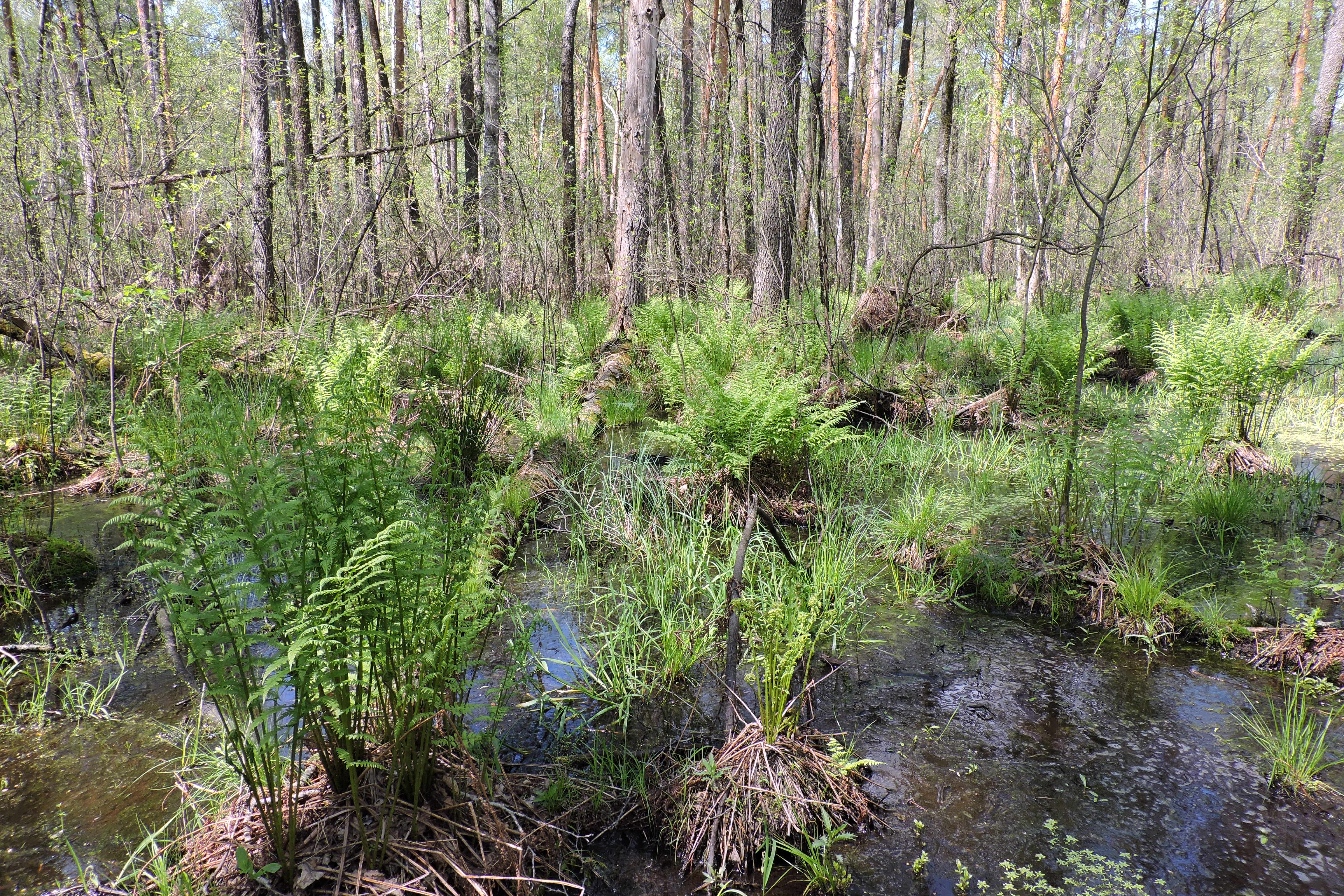
Заболочений вільховий ліс
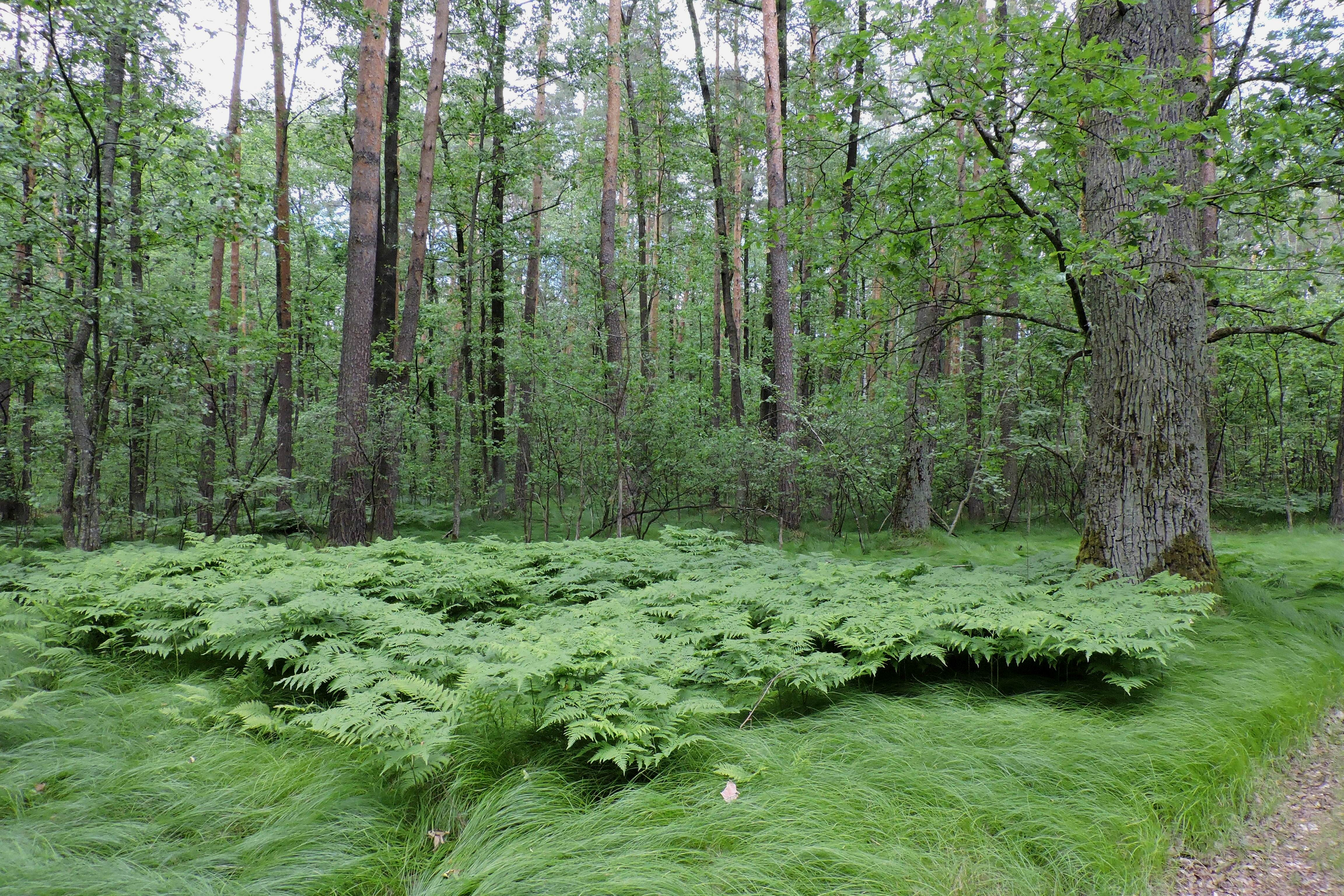
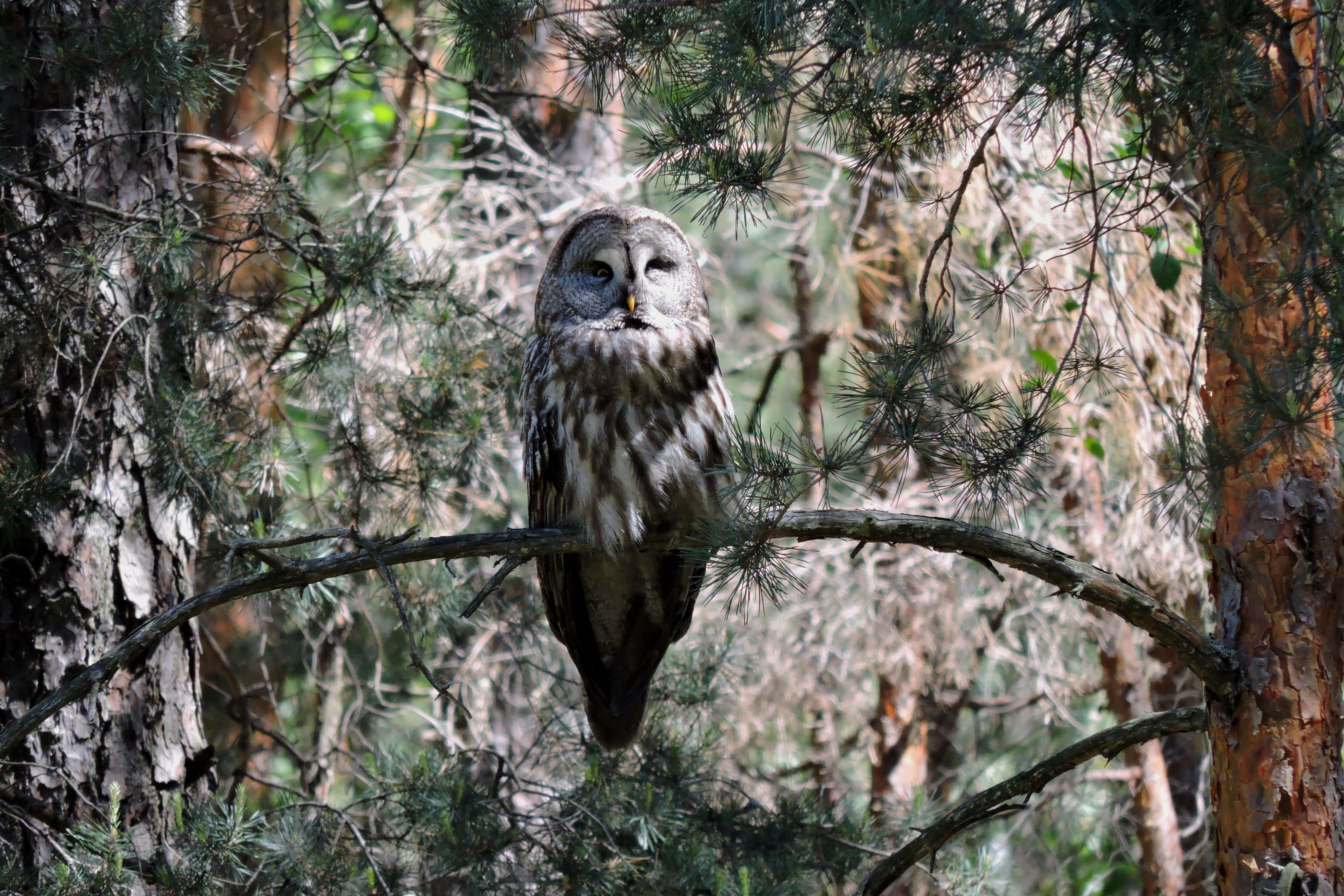
Сова бородата